# Bradley Cooper (Leichtathlet)
Bradley „Brad“ Cooper (* 30. Juni 1957) ist ein ehemaliger bahamaischer Diskuswerfer. Zu Beginn seiner Karriere war er auch als Kugelstoßer aktiv.
Nach Bronzemedaillen bei den Zentralamerika- und Karibikmeisterschaften 1977 und den Zentralamerika- und Karibikspielen 1978 in Medellín folgte Silber bei den Commonwealth Games in Edmonton. Im Jahr darauf holte er bei den Zentralamerika- und Karibikmeisterschaften Silber im Kugelstoßen und im Diskuswurf. Bei den Panamerikanischen Spielen in San Juan errang er Silber im Diskuswurf und wurde Achter im Kugelstoßen. Im selben Jahr wurde er für die Florida State University startend NCAA-Meister im Diskuswurf, der Disziplin, auf die er sich von nun an konzentrieren sollte.
Der Boykott der Bahamas verhinderte eine Teilnahme an den Olympischen Spielen 1980 in Moskau. 1981 wurde er erneut Zentralamerika- und Karibik-Vizemeister. 1982 gewann er Silber bei den Zentralamerika- und Karibikspielen in Havanna und siegte bei den Commonwealth Games in Brisbane. Im Jahr darauf folgte einem Sieg bei den Zentralamerika- und Karibikmeisterschaften ein zwölfter Platz bei den Weltmeisterschaften in Helsinki und eine weitere Silbermedaille bei den Panamerikanischen Spielen in Caracas.
Bei den Olympischen Spielen 1984 in Los Angeles schied er in der Qualifikation aus. Bei den Zentralamerika- und Karibikmeisterschaften 1985 und den Zentralamerika- und Karibikspielen 1986 gewann er jeweils Bronze; ein Boykott der Bahamas beraubte ihn der Chance, bei den Commonwealth Games 1986 in Edinburgh seinen Titel zu verteidigen. 1987 gewann er bei den Panamerikanischen Spielen in Indianapolis seine dritte Silbermedaille und wurde Zehnter bei den Weltmeisterschaften in Rom. Bei den Olympischen Spielen 1988 in Seoul kam er nicht über die erste Runde hinaus.
Bei den Commonwealth Games 1990 in Auckland wurde er Vierter.

## Bestleistungen
- Kugelstoßen: 18,35 m, 15. Juni 1979, Guadalajara (nationaler Rekord)
- Diskuswurf: 67,10 m, 14. Juni 1986, Nassau